# Södra Kinda landskommun
Södra Kinda landskommun var en tidigare kommun i Östergötlands län.

## Administrativ historik
Kommunen bildades som så kallad storkommun vid den landsomfattande kommunreformen 1952 genom sammanläggning av de tidigare kommunerna Horn och Hycklinge. Namnet togs från Kinda härad, där den utgjorde den södra delen.
Genom kommunreformen 1 januari 1971 ombildades landskommunen till kommun för att år 1974 förenas med Norra och Västra Kinda till Kinda kommun.
Kommunkoden var 0514.

### Judiciell tillhörighet
I judiciellt hänseende tillhörde kommunen Kinda och Ydre domsaga och tingslag. 1964 uppgick domsagan i Linköpings domsaga och dess tingslag.

### Kyrklig tillhörighet
I kyrkligt hänseende tillhörde kommunen Horns församling och Hycklinge församling.

## Geografi
Södra Kinda landskommun omfattade den 1 januari 1952 en areal av 321,27 km², varav 281,49 km² land.

### Tätorter i kommunen 1960
| Tätort    | Folkmängd |
| --------- | --------- |
| Horn      | 475       |
| Hycklinge | 210       |

Tätortsgraden i kommunen var den 1 november 1960 26,5 procent.

## Befolkningsutveckling
| Befolkningsutvecklingen i Södra Kinda landskommun 1950–1970 | Befolkningsutvecklingen i Södra Kinda landskommun 1950–1970 | Befolkningsutvecklingen i Södra Kinda landskommun 1950–1970 | Befolkningsutvecklingen i Södra Kinda landskommun 1950–1970 | Befolkningsutvecklingen i Södra Kinda landskommun 1950–1970 |
| --- | ----------------------------------------------------------- | ----------------------------------------------------------- | ----------------------------------------------------------- | ----------------------------------------------------------- |
| |                                                             |                                                             |                                                             |                                                             |
| År |                                                             |                                                             | Folkmängd                                                   |                                                             |
| 1950 | 1950                                                        |                                                             | 3 203                                                       |                                                             |
| 1955 | 1955                                                        |                                                             | 2 937                                                       |                                                             |
| 1960 | 1960                                                        |                                                             | 2 590                                                       |                                                             |
| 1965 | 1965                                                        |                                                             | 2 208                                                       |                                                             |
| 1970 | 1970                                                        |                                                             | 1 879                                                       |                                                             |
| Anm: 1950 avser befolkning enligt folkräkning den 31 december 1950 enligt den administrativa indelningen den 1 januari 1952. 1955 avser den kyrkobokförda befolkningen den 31 december enligt den administrativa indelningen den 1 januari följande år. 1960-1965 avser befolkning enligt folkräkning den 1 november enligt den administrativa indelningen den 1 januari följande år. 1970 avser befolkningen den 1 november 1970 enligt indelningen 1 januari 1971, då landskommunen ombildades till kommun. |                                                             |                                                             |                                                             |                                                             |

## Politik

### Mandatfördelning i valen 1950–1970
| 35 |

| 33 |

| 15 | 14 | 2 | 4 |

| 32 |

| 11 | 18 |  | 5 |

| 31 |

| 12 | 18 |  | 4 |

| 29 | 6 |

| 10 | 19 |  |  | 4 |

| 31 |

| 9 | 20 |  | 2 | 3 |

| 30 | 5 |